# جيد توماس
جيد توماس (بالإنجليزية: Jade Thomas)‏ (10 ديسمبر 1982 - ) هي مدربة كرة قدم ولاعبة كرة قدم بريطانية في مركز جناح ‏. لعبت مع نادي ليفربول لكرة القدم للسيدات.